# Enrique Criado Navamuel

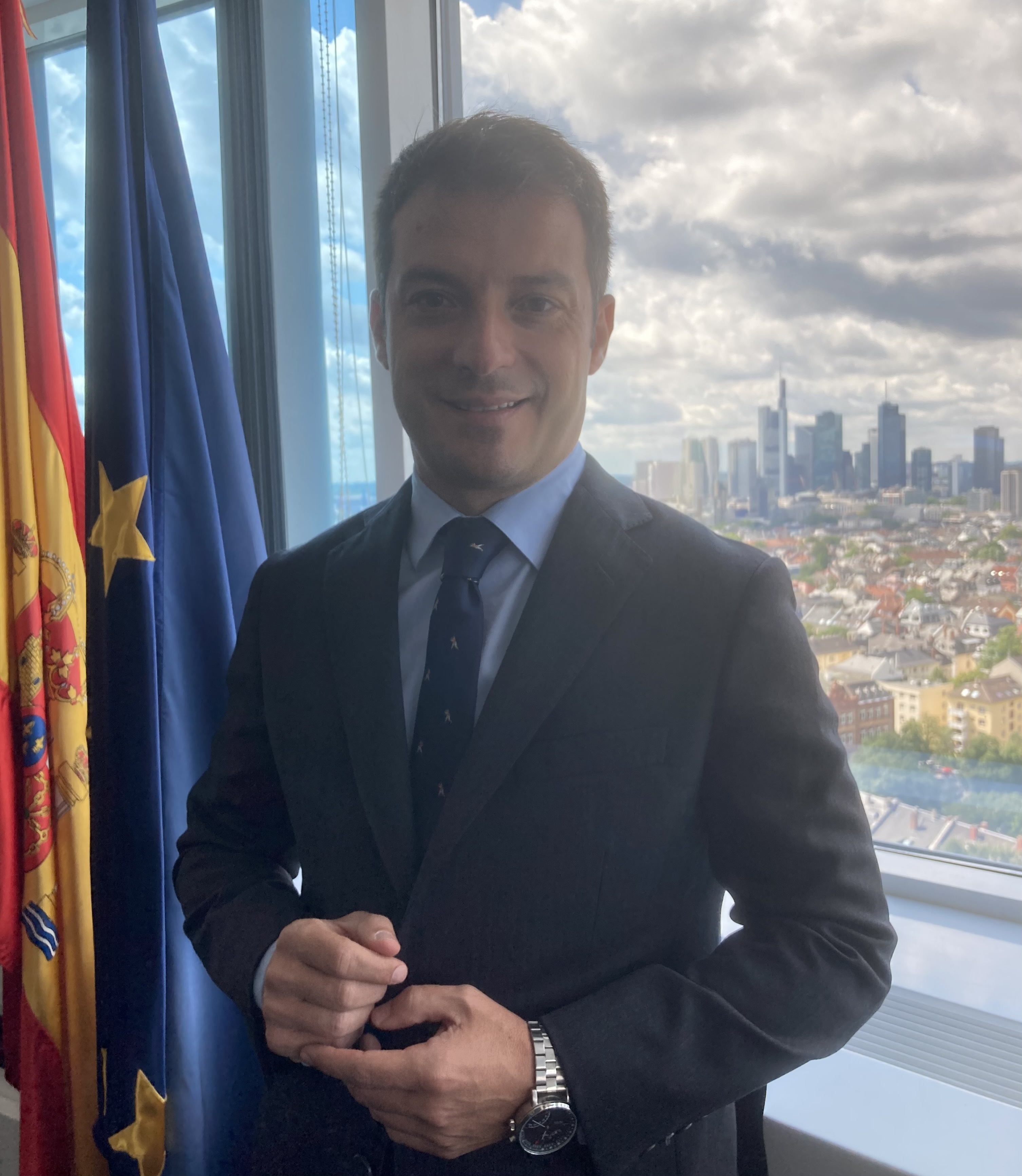
Enrique Criado Navamuel, 2021

Enrique Criado Navamuel (* 1981 in Madrid) ist ein spanischer Diplomat und Schriftsteller. Zurzeit (Stand Oktober 2021) ist er Generalkonsul Spaniens in Frankfurt am Main.

## Diplomatische Laufbahn
Enrique Criado studierte Jura an der Universität Complutense Madrid und an der Universität Wien. Daraufhin trat er der Rechtsanwaltskammer in Madrid bei, hatte aber als Ziel eine Karriere als Diplomat im Dienste Spaniens, was ihm 2007 gelang.
Nachdem er zeitweise in den spanischen Botschaften in Havanna und London gearbeitet hatte, wurde er danach für drei Jahre stellvertretender Leiter der Mission Spaniens in Kinshasa, Kongo.
Zwischen 2012 und 2015 arbeitete er als Berater an der spanischen Botschaft in Canberra (Australien) und in den Jahren 2015 und 2018 als Stellvertretender Leiter der Spanischen Botschaft in Sofia (Bulgarien). In den Jahren zwischen 2018 und 2021 koordinierte er die Geopolitische Analyseeinheit im spanischen Verteidigungsministerium.
2012 wurde ihm das Offizierskreuz des Zivilverdienstordens, 2018 das Offizierskreuz des Ordens von Isabel la Católica  und 2021 das Luftfahrtverdienstkreuz verliehen.

## Literarisches Schaffen
Seine Erfahrungen im diplomatischen Dienst und seine Reisen inspirierten ihn zu seinem ersten Buch Cosas que no caben en una maleta. Es wurde im Januar 2016 im Verlag Aguilar Editorial, der zur Penguin Randomhouse Editorial Group gehört, veröffentlicht. Das Buch wurde ins Bulgarische übersetzt und dort durch Colibri Editorial herausgebracht.
2018 schrieb er seine zweite Reiseerzählung, El paraguas balcánico, die ebenfalls durch Penguin Randomhouse veröffentlicht wurde.
2020 veröffentlichte der Verlag Sial Pigmalion das Buch, Muchas Vidas y un destino, ein gemeinsames Werk, herausgegeben und mitverfasst von Enrique Criado.